# Apocalyptica
Apocalyptica é uma banda finlandesa de metal sinfônico de Helsinque, formada em 1993. A banda é composta pelos violoncelistas de formação clássica Eicca Toppinen, Paavo Lötjönen e Perttu Kivilaakso, e pelo baterista Mikko Sirén.
Originalmente uma banda de tributo ao Metallica de estilo clássico, a banda acabou adotando um estilo de metal neoclássico sem o uso de guitarras e baixos convencionais. Eles venderam mais de quatro milhões de álbuns até hoje. Todos os formadores frequentaram a Academia Sibelius, em Helsinque, onde se conheceram e, em 1993.

## História
A banda Apocalyptica foi formada em 1993 quando quatro violoncelistas (Eicca Toppinen, Paavo Lötjönen, Max Lilja e Antero Manninen), reuniram-se para fazer covers de Metallica no Teatro Heavy Metal Club.
Em 1996 lançaram o seu primeiro álbum, Plays Metallica by Four Cellos, onde é possível encontrar apenas covers de Metallica.
Em 1998 lançaram o seu segundo álbum, Inquisition Symphony, que, novamente, contém covers de Metallica. Porém, regravaram também músicas de Faith No More, Sepultura e Pantera. Neste álbum a banda incluiu também três faixas originais compostas por Eicca Toppinen.
Em 1999 Antero Manninen deixou o grupo e foi substituído por Perttu Kivilaakso. Em 2000, a banda finlandesa lançou o terceiro álbum, Cult, contendo dez músicas originais e três covers. Em 2002, Max Lilja deixou o grupo e uniu-se a uma outra banda finlandesa, os Hevein, deixando os Apocalyptica apenas com três membros.
Em 2003 os Apocalyptica lançaram o seu quarto álbum, Reflections, que contém apenas músicas originais. Reflections caracterizou um som experimental, ao invés do anterior estilo acústico encontrado em Inquisition Symphony e Cult. Dave Lombardo, baterista de Slayer, tocou em cinco músicas deste álbum.
Em 2005 lançaram Apocalyptica, que contou com a participação de Mikko Sirén na bateria, e em Dezembro do mesmo ano este foi integrado como membro oficial da banda. Este álbum teve como convidados alguns músicos como Ville Valo de HIM, Lauri Ylönen de The Rasmus e, novamente, Dave Lombardo de Slayer.E tocaram a música intro do álbum The Poison da banda britânica Bullet For My Valentine.
No dia 17 de Setembro de 2007 foi oficialmente apresentado ao público o seu sexto álbum Worlds Collide, que conta com a participação de Dave Lombardo do Slayer na bateria de algumas canções, Cristina Scabbia de Lacuna Coil, Till Lindemann de Rammstein, Adam Gontier de Three Days Grace e Corey Taylor de Slipknot.
O sétimo álbum da banda, intitulado 7th Symphony e produzido por Joe Barresi e Howard Benson (em duas faixas), foi lançado em 23 de agosto de 2010 na Europa (20 de agosto na Alemanha, 2010), e 24 de agosto nos Estados Unidos. O primeiro single foi tocado nas rádios em 29 de junho.
O álbum tem 12 faixas (incluindo duas adicionais das edições limitadas), sendo oito instrumentais e quatro com vocais feitos por convidados. O primeiro single, "End of Me" tem a participação de Gavin Rossdale, vocalista da banda britânica Bush. O baterista de Slayer, Dave Lombardo, toca para a banda pela quarta vez consecutiva. O vídeo do single "End of Me" foi filmado no fim de Maio e estreou a 2 de Julho.
O oitavo album de estúdio da banda, intitulado Shadowmaker, foi lançado em Abril de 2015.
Cell-0 (lido como "cell zero") foi lançado a 10 de janeiro de 2020. É o primeiro álbum totalmente instrumental desde Reflections, de 2003, sendo lançado mais de 4 anos após Shadowmaker, marcando, até à data, o maior hiato entre os seus álbuns gravados em estúdio.

## Membros

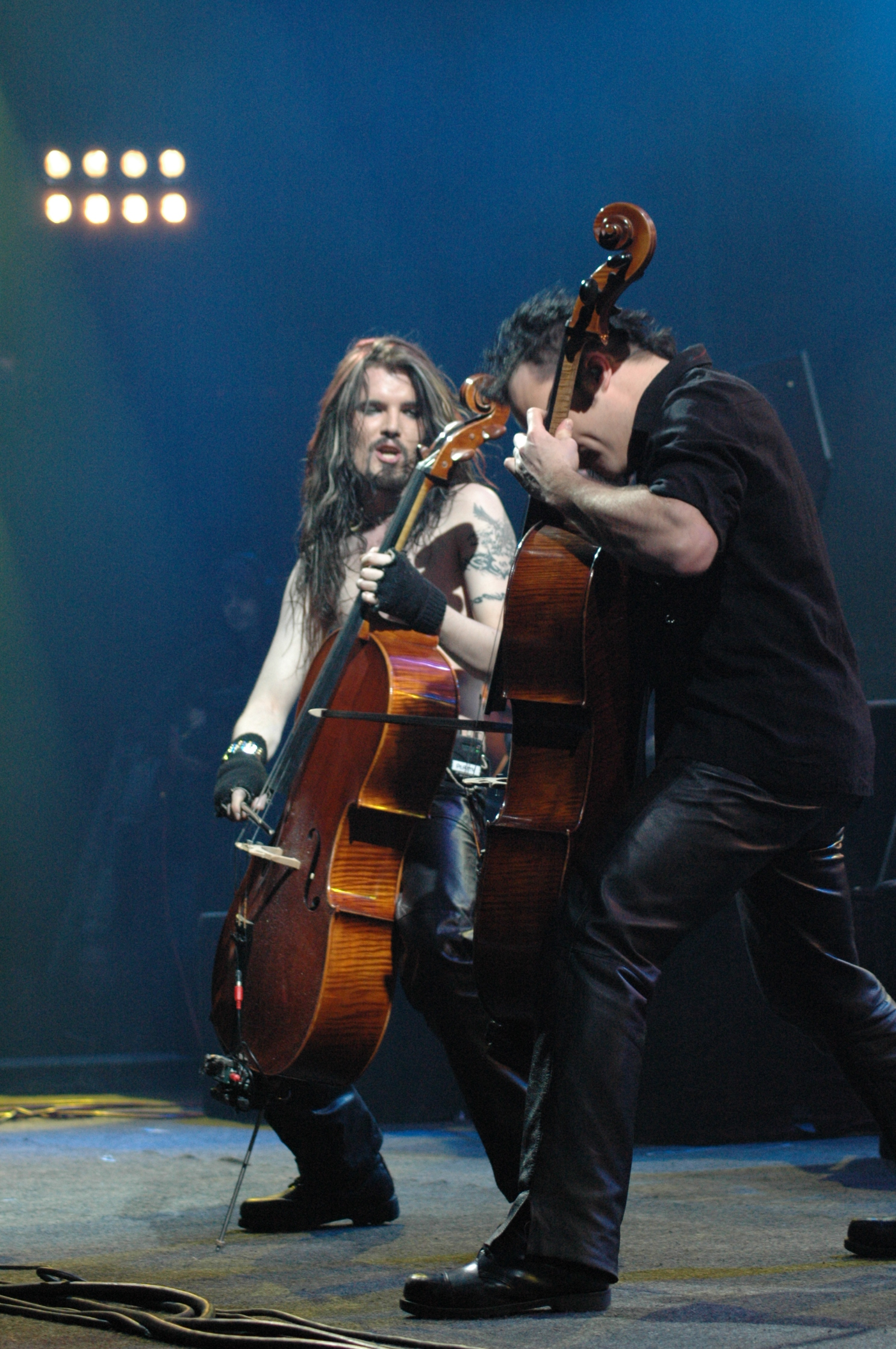
Perttu Kivilaakso e Paavo Lötjönen, Metalmania Festival 2005, Polônia

### Actuais
- Eicca Toppinen (criador) -  Violoncelo
- Paavo Lötjönen (criador) - Violoncelo
- Perttu Kivilaakso - Violoncelo
- Mikko Sirén - Bateria

- Frankie Perez - (Vocalista no álbum Shadowmaker)

### Formadores
- Antero Manninen - Violoncelo
- Max Lilja (Atualmente é o violoncelista de Hevein e Tarja Turunen) - Violoncelo

## Regravaram músicas de
- Metallica
- Edvard Grieg (compositor norueguês)
- Pantera
- Rammstein
- Sepultura
- Slayer
- Faith No More
- David Bowie (Música Heroes, gravada em alemão com o nome Helden)
- Black Sabbath (Spiral Architect)

## Colaborações
| - Dave Lombardo / Slayer (Reflections e Apocalyptica) - Emmanuelle Monet (Manu) / Dolly (En Vie) - Lauri Ylönen / The Rasmus (Life Burns! e Bittersweet) - Linda Sundblad / Lambretta (Faraway Vol. 2) - Marta Jandová / Die Happy (Wie Weit/How Far) - Matt Tuck / Bullet for my Valentine (Repressed) - Matthias Sayer / Farmer Boys (Hope Vol. 2) - Max Cavalera / Soulfly, ex-Sepultura e atual Cavalera Conspiracy(Repressed) - Nina Hagen / (Seemann) - Sandra Nasic / Guano Apes (Path Vol. 2) - Ville Valo / HIM (Bittersweet) - Corey Taylor / Slipknot e Stone Sour (I'm Not Jesus) - Cristina Scabbia / Lacuna Coil (S.O.S.) - Adam Gontier / Three Days Grace (I Don't Care) - Till Lindemann / Rammstein (Helden) - Tomoyasu Hotei (Grace) - Lacey Mosley / Flyleaf (Broken Pieces) - Gavin Rossdale / Bush (End of Me) - Brent Smith / Shinedown (Not Strong Enough) - Douglas Robb/ Hoobastank (Not Strong Enough) - Joe Duplantier / Gojira (Bring Them To Light) | - Amon Amarth – "Live for the Kill" (do álbum Twilight of the Thunder God). - Angelzoom – "Turn the Sky" (do álbum Angelzoom). - Bush – "Letting the Cables Sleep Apocalyptica Remix" (do single Letting the Cables Sleep). - Eternal Tears Of Sorrow (Dawn Instr.) - Grip Inc. (Built to Resist) - Gunslingers (Take your Time) - The 69 Eyes – "Ghost" (do álbum Angels). - Joachim Witt (Bataillon D'amour) - Oomph! – "Die Schlinge" (do álbum GlaubeLiebeTod). - Rammstein – "Benzin Kerozinii Remix" (do single Benzin). - Sabaton - "Angels Calling" (do single Angels Calling) - Schweisser (Meine Liebe Ist Ein Monster) - Şebnem Ferah (Perdeler Apocalyptica Version) - Sepultura (Valtio) - Stratovarius (Destiny) - The Rasmus (Dead Promises) - Triple X (Bojs Tenju) - Waltari (Purify Yourself) - Bullet For My Valentine (Intro) |

## Discografia
Álbuns de estúdio
- Plays Metallica by Four Cellos (1996)
- Inquisition Symphony (1998)
- Cult (2000)
- Reflections (2003)
- Apocalyptica (2005)
- Worlds Collide (2007)
- 7th Symphony (2010)
- Shadowmaker (2015)
- Cell-0 (2020)
- Plays Metallica Vol. 2 (2024)